# Владислав Маржик
Владислав Маржик (Краљево, 11. јул 1896 — Краљево, 20. април 1981) био је српски сликар.
Рођен је у породици чешког порекла. Маржиков отац, др Јосиф Маржик, дошао је у Србију 1876. године и служио је у санитетској служби српске војске. Након окончања Српско-турских ратова (1876-1878) др Јосиф Маржик је донео одлуку да остане у Србији. Владислав Маржик је рођен 11. јула 1896. године у Краљеву. Студирао је на Уметничко-занатској школи у Београду и на Академији у Прагу, па је самим тим био први школовани сликар у Краљеву. Радио је и као сценограф у Краљевачком позоришту и као конзерватор у Народном музеју Краљево. Најпознатији је по цртежима и сликама на којима је приказано старо Краљево. Био је проглашен за заслужног грађанина Краљева 1965. године. Владислав Маржик је преминуо 20. априла 1981. године у Краљеву. Њему у част Удружење ликовних уметника Краљева носи име „Владислав Маржик”, а његово име носи и једна краљевачка улица.

## Детињство и образовање
Владислав Маржик је рођен у Краљеву 11. јула 1896. године, као треће дете др Јосифа Маржика и његове супруге Елеоноре. На крштењу, одржаном у краљевачкој цркви, Владиславу је кума била Даница Радић, ћерка др Ђорђа Радића, управника Ратарске школе. Још као дечак Владислав је оболео од енцефалитиса. Уплашен да не изгуби још једно дете (Владислављеви старији брат и сестра су преминули у детињству), др Јосиф Маржик је у помоћ позвао свог колегу и земљака др Јарослава Кужеља. Иако је Владислав преживео, болест је оставила трајне последице. Владислав је имао слаб слух, због чега је имао потешкоћа са говором, а поред тога је имао и проблема са видом.
Владислав је основну школу завршио у родном Краљеву. Препознавши његов таленат, отац шаље четрнаестогодишњег Владислава у Београд, на Уметничко-занатску школу, коју Владислав похађа у периоду од 1910. до 1914. године. Ово је тада била једина уметничка школа у Београду. Због ратова Владислав је школу похађао као ванредни ђак. Владислав је био одличан ђак, а нарочити афинитет је показивао према цртању. Под утицајем ментора Љубомира Ивановића Владислав је развијао технику цртања оловком. Његови први цртежи били су инспирисани краљевачким пејзажима и архитектуром. Нажалост, велики део Маржикових радова из овог периода је нестао током Другог светског рата.
Током Првог светског рата и аустријске окупације Краљева, Владислав је помагао оцу као болничар у војној болници. Убрзо по окончању рата, Владислав одлази у родну земљу свог оца. У јесен 1919. године Владислав наставља своје уметничко образовање у Прагу. На Академији у Прагу је као редовни студент у класи код Јосефа Лоукоте добио прилику да додатно усаврши технику цртежа, своје омиљене уметничке форме. На другој години студија Владислав је учио код хрватског сликара Влаха Буковца, који је знатно утицао на свог студента. Међутим, иако је Владислав уписао трећу годину студија 1921. године, вратио се у Краљево због недовољно средстава за даље школовање. Током свог боравка у Прагу, Владислав је учествовао и на VII соколском слету, као први становник Краљева који је то учинио.

## Владислав Маржик као наставник
Годину дана након повратка из Прага у Краљево, 1922. године, Владислав Маржик је добио посао наставника цртања и лепог писања у гимназији у Штипу. Два месеца након доласка у Штип, Владислав је сазнао за смрт своје мајке, за коју је био врло везан. У Штипу је, поред рада у гимназији, доста радио и као сликар, сликајући архитектуру и пејзаже Штипа. У јуну 1923. године је приредио своју прву самосталну изложбу у овом македонском граду. Почетком наредне школске године, октобра 1923. године, Маржик је био постављен за наставника вештина цртања и лепог писања у краљевачкој гимназији. Радио је и на декорисању школе и припреми за прославе, а био је и чувар школске збирке за цртање. Био је и један од водећих чланова Сокола у Краљеву, па је отуда и био одређен одлуком председника владе за учесника на великом Свесловенском соколском слету у Прагу 1926. године.
Због болести коју је прележао у детињству и која му је оштетила слух, Маржик је имао потешкоће у говору због којих није полагао државни испит на крају школске 1927/28. године. Ипак, директор Гимназије је Маржиков рад као наставника оценио врло позитивно и изгледа да се није освртао на закључак школског инспектора да Маржик није био за рад са децом. Маржик је наставио да излаже и током рада у краљевачкој гимназији, као што је чинио и док је био наставник у Штипу. Међутим, 1930. године директор Гимназије В. Трифуновић одлази на дуже боловање, чиме Маржик губи главни извор подршке који му је омогућавао да настави рад у школи упркос мишљењу школских инспектора. Маржик је стога био отпуштен 30. септембра 1930. године, а настава цртања у Гимназији је била привремено обустављена.

## Брак
Владислав Маржик се оженио Маријом Земановом 27. јула 1929. године. Није сасвим познато када се пар упознао. Највероватније су се срели током Маржикових посета Прагу након студија, или можда током његових студија на Прашкој академији. Пар се свакако упознао најкасније 1925. године, јер из те године датира Маријин портрет у моравској ношњи који је начинио њен будући супруг. Владислав и Марија су се поново срели током његовог боравка на Свесловенском соколском слету у Прагу 1926. године. 
Марија Земанова је рођена 24. децембра 1908. године у Невеклову. Њен отац Викентије Земан је био адвокатски чиновник и у браку са Аном Платиловом је поред Марије имао још две ћерке: Јарославу и Ану. Викентије је био један од оснивача и значајних чланова комунистичке партије у својој земљи. Године 1923. развео се од своје прве супруге и оженио се по други пут. Могуће је да су тешке околности у којима се породица нашла након Викентијевог одласка утицале на одлуку Марије и Ане да дођу у Краљево. 
Прво дете Владислав и Марија су добили 5. јула 1930. године. Свом сину су дали име Славољуб. Током боравка у Краљеву, у које је дошла како би обишла свог сестрића, Ана Земанова се заљубљује у младог правника Петра Јовановића, за кога се касније и удала. Јовановић је касније постао познати правник у Краљеву, а потом и председник суда. Тако су сада обе сестре живеле у Краљеву. 
Три године касније, 26. марта 1933. године, Владислав и Марија су добили ћерку Љиљану. Најмлађа ћерка Мирјана рођена је 18. априла 1937. године.

## Тридесете године и  Други светски рат
Након губитка посла у Гимназији, Владислав Маржик је одлучио да отвори уметничку фотографску радњу, с обзиром да је фотографију изучавао током студија у Прагу, а након повратка у Краљево често је радио у познатој краљевачкој фотографској радњи Ердоглија. Међутим, своју намеру није успео да реализује, вероватно због недостатка новца. Крајем 1931. поднео је молбу да буде примљен у службу у Електричној централи. Након добијене сагласности постаје општински чиновник на месту инкасанта у Електричној централи 8. фебруара 1932. године. Новчани проблеми, очева смрт 1933. године и губитак дела имовине (који је морао бити принудно продат да би се подмирили дугови Драгутина, супруга Владислављеве полусестре Десанке) и рад у Електричној централи Владиславу Маржику нису остављали остављали пуно времена за сликање, па из овог периода није сачувано много радова. Већина радова из овог периода приказује Маржикову породицу, али и поред тога је сачувано и неколико радова који приказују сцене из старог Краљева.
Материјалне прилике породице Маржик знатно су се поправиле у мају 1938. године, када је Владислав Маржик поново почео да ради као наставник цртања. Међутим, вести о немачкој окупацији Чехословачке дубоко су потресле породицу и Маржикови су изгубили контакт са Маријином породицом. Касније, након завршетка рата Марија Маржик је сазнала да је њена мајка у међувремену преминула. У овом периоду један од ретких Маржикових радова је била диплома коју је израдио за владику Николаја Велимировића, који је 1939. године био проглашен за почасног грађанина Краљева. Нажалост, диплома је највероватније изгорела 1941. године немачког бомбардовања манастира Жиче.
Током Априлског рата 1941. године породица Маржик се склонила у Јарчујак, надомак Краљева. Након успостављања нове, окупационе власти Владислав Маржик је наставио да обавља свој посао у Електричној централи и обилазио је град ради наплате утрошене електричне енергије. Поред Електричне централе Владислав је добио комад земље који је обрађивао са породицом, али је и породица Маржик, као и друге краљевачке породице тешко живела током година немачке окупације. Почетком априла 1944. године Владислав је био постављен на нову дужност: постао је ликвидатор у финансијско-привредном сектору општине. Међутим, нови ударац за породицу Маржик је дошао пред крај окупације: 2. септембра 1944. године, Владислав је повео децу у оближње село Јарчујак како би их уписао у школу. Приликом повратка у град, Владислава је ваздушни притисак од бомби које су пале у његовој близини одбацио неколико метара. Претрпео је тешку контузију, а лева нога му је била сломљена. У овом бомбрадовању је била уништена и породична кућа, као и највећи део Маржикових радова који су се налазили у њој.
Након уништења куће породица је потражила склониште у селу Врдила, у кући из које су биле две девојке које су радиле у домаћинству Маржикових. У новембру 1944. године немачки војници су током повлачења кренули да претресају све куће у селу, а видевши Владислава како лежи у кревету сломљене ноге, оптужили су га да је партизан и повели су га у двориште како би га стрељали. Његов живот је спасила супруга Марија, која је војницима показала потврду из болнице. Сутрадан, 29. новембра, Краљево је било ослобођено.

## Послератни период: рад у позоришту и музеју
Након рата породица Маржик се нашла у врло тешкој материјалној ситуацији, а породична кућа је била срушена. Новца за поправку није било, али је тада породици помогао комшија Милосављевић, који им је дао новац за оправку крова. Поред посла у Електричној централи, Владислав је започео да ради у пропагандном одсеку Народноослободилачког одбора Краљево, све до 1947. године. Радио је на уређивању градског трга за митинге и исписивао је пароле. Као инкасант у Градском електричном предузећу Светлост радио је до октобра 1950. године. У фебруару 1950. године Владислав Маржик је био премештен у новоотворено Краљевачко позориште. У наредном периоду урадио је сценографију за већи број представа: Нушићеве комедије, Зону Замфирову, Дундо Мароје и др. Радио је и на изради плаката за представе, као и пословима везаним за детаље на сцени, па се може рећи да је он био први школовани сценограф у Краљеву. У октобру 1950. премештен је на службу у Народном музеју, на захтев музејског управника Милорада Јовића.
Радећи као рестауратор у Народном музеју Краљево, Маржик је коначно добио прилику да поново бави уметношћу, након готово две деценије паузе. У Музеју је имао и прилику да ради са својим колегама, јер је Музеј након рата постао главно место где су се окупљали краљевачки уметници. У овом периоду Маржик црта и слика све што је остало од старог Краљева, како би могао сачувати његов изглед за будуће генерације. Управо по овим радовима је и био најпознатији. Маржик је читавог дана обилазио Краљево у потрази за старим зградама. Тако је настало преко 200 цртежа и слика старог Краљева. Радећи у Музеју, Маржик је у договору са управником Јовићем израдио већи број цртежа са историјском тематиком и портрета историјских личности. Ту пре свега треба поменути реконструкције изгледа Карановца из 19. века и портрет Лазара Мутапа. Поред ових цртежа и портрета, у сарадњи са управником Јовићем Маржик је радио на изради тепиха инспирисаних мотивима из српског средњег века: фрескама, орнаментиком, одећом владара и властеле. Сачувани су цртежи за шест оваквих тепиха, а њихови називи су: Жички венац, Овчарско-кабларски тепих, Тепих Лоза Немањића, Дечанска розета и Дечански капители. Маржик је такође за Јовића нацртао родослове српских династија, историју српске азбуке, средњовековне српске манастире, копије најважнијих рукописа са минијатурама. Са друге стране, Јовић је на Маржикову сугестију за Музеј прибавио 20 цртежа Љубомира Ивановића.
У децембру 1951. године, након нешто више од годину дана рада у Народном музеју Краљево, Маржик одлази у инвалидску пензију. Након пензионисања имао је још више времена за уметност. Своје радове је излагао на првој изложби шумадијских уметника 23. априла 1950. године, а поводом ове изложбе појавила се и прва стручна забелешка о његовим радовима. Заједно са другим сликарима излагао је више пута наредних година у свом родном граду. У овом периоду Маржикови радови су заинтересовали појединце, али и привредне организације, који му шаљу наруџбине. Како се материјална ситуација породице почела поправљати, Маржик је сада могао да поред цртежа приушти и уљане боје, па у овом периоду оне полако потискују цртеже. Маржик је такође и вајао, али су та дела уништена током Другог светског рата. Данас се у Народном музеју Краљево налази једино Маржиково сачувано попрсије, попрсије Филипа Вишњића. Ипак, упркос томе што је Владислав Маржик био школовани уметник и што је иза себе имао велики број изложби и уметничких дела, два пута је био одбијен од стране Удружења ликовних уметника Србије (1950. и 1954. године). Разлози за овакву одлуку УЛУС-а ни дан данас нису најјаснији.
Почетком шездесетих година Владислав Маржик је имао све већих проблема са видом, упркос операцији катаракте 1962. године. Три године касније, 1965, настали су његови последњи сачувани цртежи. Исте године додељена му је Диплома заслужног грађанина Општине Краљево. У оквиру прославе сликаревог седамдесетог рођендана у Дому ЈНА је била одржана велика ретроспективна изложба од 27. марта до 16. априла 1966. године, под називом Мотиви старог Краљева. Због погоршања вида, али и слуха, сликар је морао да напусти свој занат и већину времена је проводио у својој кући. У тим годинама су га често посећивали новинари који су желели да га изнова интервјуишу.
Владислав Маржик је преминуо 20. априла 1981. године, у 85-ој години живота. Сахрањен је два дана касније у породичној гробници на краљевачком гробљу, у присуству породице и великог броја суграђана.

## Галерија
- Владислав Маржик, Манастир Жича (1928)
- Владислав Маржик, Звоник православне цркве у Краљеву (1951)
- Владислав Маржик, Комунална и Народна банкана Тргу маршала Тита (1953)
- Владислав Маржик, Болница из 1861. у Улици кнеза Лазара
- Владислав Маржик, Део Трга маршала Тита (1954)
- Владислав Маржик, Део Омладинске улице (око 1959)
- Владислав Маржик, Прва зграда Народног музеја у Краљеву (1955)
- Владислав Маржик, Стари млин у Краљеву (1954)
- Владислав Маржик, Поцерска улица (1950)
- Владислав Маржик, Зграде у Улици октобарских жртава (око 1950)